# Izanagi

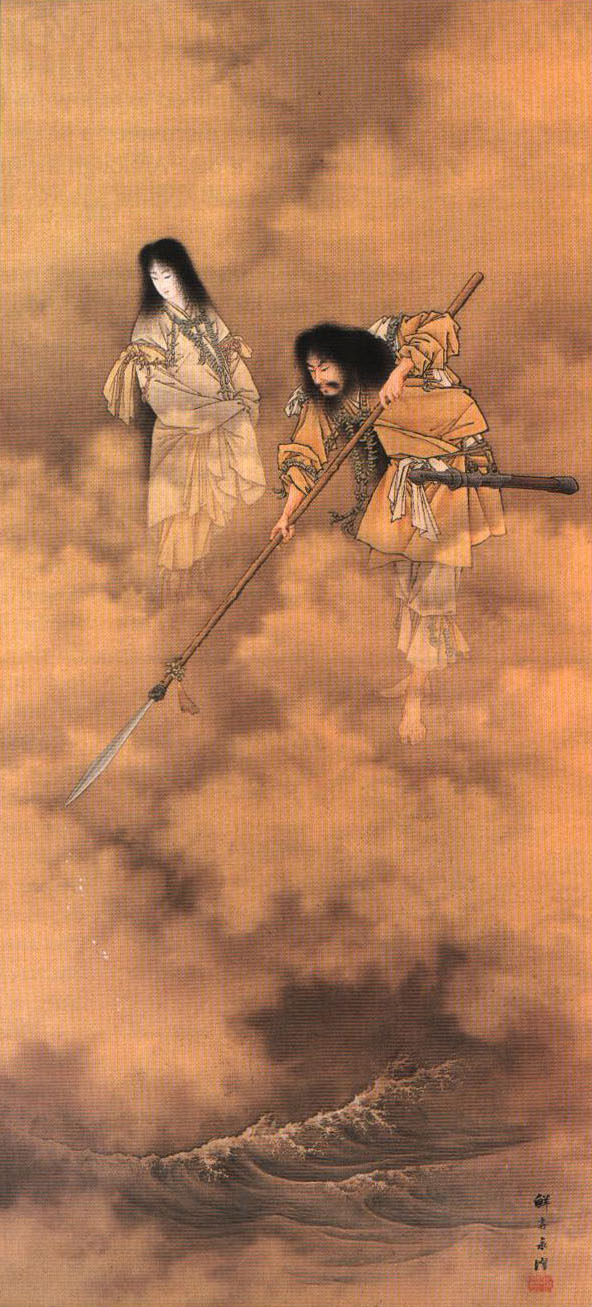
Izanagi och Izanami – Världen skapas, målning av Kobayashi Eitaku (cirka 1885).

Izanagi (japanska: 伊弊諾) gudom kami i shinto och japansk mytologi, tillsammans med sin fru och yngre syster Izanami (japanska: 伊邪那美) skapare av flera gudar och öar, däribland de japanska.
Izanagi, en gudom tillhörande den sjunde generationen sedan himmel och jord skapats ur urkaoset, formgav de första japanska landområdena och äktade sedan sin syster Izanami. Hon dog efter att ha fött eldguden Kagutsuchi och Izanagi eskorterade henne till underjorden för att kunna få henne tillbaka, men lyckades med nöd och näppe själv återvända till de levandes värld. Efter Izanamis död lyckades han rena sig själv från underjordens inflytande och kunde därefter skapa gudar på egen hand.

## I populärkultur
Izanagi och Izanami medverkar även i serietidningen "Teenage Mutant Ninja Turtles Adventures", där de hjälper sköldpaddorna att besegra en demon vid namn "Noi Tai Dar".

### Fotnoter
1. ↑  ”Mirage Licensing”. Mars 1992. Arkiverad från originalet den 24 november 2010. https://web.archive.org/web/20101124032659/http://miragelicensing.com/comics/archie/30/30.htm. Läst 23 februari 2012.